# Nicholas Sanders

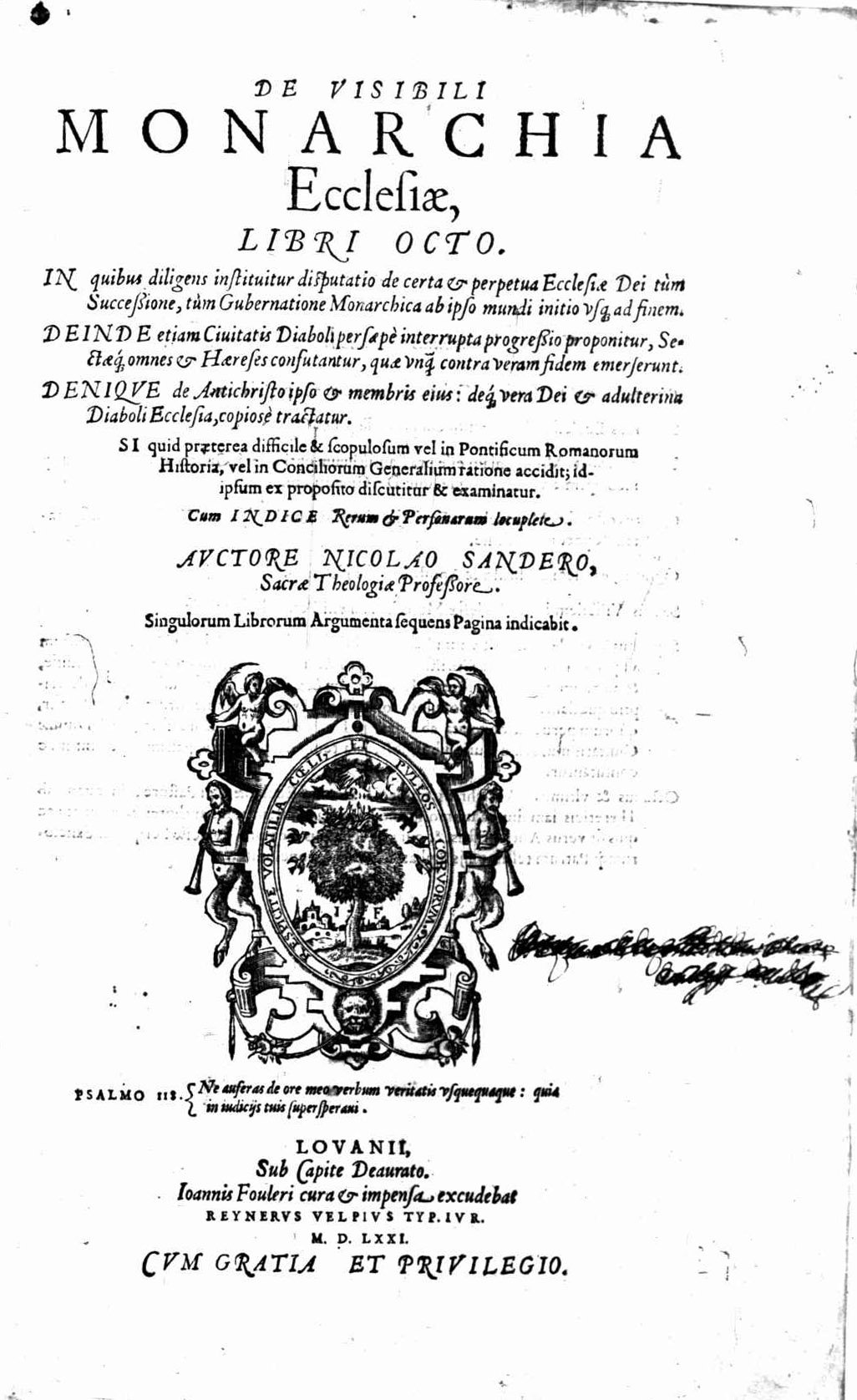
De visibili monarchia ecclesiae, 1571

Nicholas Sanders (Charlwood, 1530 circa – 1581) è stato un religioso e teologo britannico cattolico.

## Biografia
Nicholas Sanders nacque intorno al 1530 a Chariwood (o Charlwood Place, l'attuale Charlwood nel Surrey), figlio di William Sanders, ex sceriffo del Surrey, che discendeva dai Sanders di Sanderstead. Sanders studiò al Winchester College e al New College, a Oxford, dove fu eletto fellow nel 1548 e conseguì un baccalaureato in diritto civile nel 1551. La famiglia aveva forti inclinazioni cattoliche e due delle sue sorelle maggiori divennero monache nella Syon Abbey prima della sua dissoluzione. Sanders fu selezionato per tenere l'orazione in occasione del ricevimento del Cardinal Pole all'università nel 1557.
Dopo l'ascesa al trono di Elisabetta (1559) fuggì in Italia dove fu ordinato sacerdote. In Italia divenne amico del confidente di Pole, il cardinal Giovanni Gerolamo Morone. Nel 1561 si trasferì a Trento come assistente del legato papale Stanislao Osio. Nel 1565 fu nominato professore di teologia a Lovanio. Lì pubblicò il De visibili Monarchia Ecclesiae, che difendeva la dottrina del primato papale nella Chiesa. Nel 1572 andò a Roma e divenne consulente di papa Gregorio XIII sulla situazione del cattolicesimo in Inghilterra.
Nel novembre 1573 raggiunse Madrid per convincere Filippo II ad attaccare l'Irlanda. Nel 1577 iniziò il suo magnum opus, De origine et progressu schismatis Anglicani, una storia filo-cattolica della Riforma in Inghilterra. L'opera, lasciata incompiuta alla morte dell'autore, fu stampata nel 1585 da Edward Rishton che la completò su suggerimento di Robert Persons. L'opera godette di un'immensa popolarità nel mondo cattolico. Molto scrittori cattolici ripresero il contenuto del De origine, tra i quali Girolamo Pollini, Andrea Sciacca, Bernardo Davanzati, Pedro de Ribadeneira e François Maucroix. Le principali confutazioni di parte protestante furono quelle di Peter Heylin, che chiamò Sanders "Dr Slanders", e di Gilbert Burnet, che scrisse la sua History of the Reformation per confutare l'opera di Sanders.
Nel 1579 Sanders sbarcò con un corpo di spedizione di circa 600 uomini spagnoli e italiani, posti sotto l'autorità papale nel porto di Smerwick, in Irlanda, dando inizio alla Seconda rivolta dei Desmond. Dopo due anni di persecuzioni da parte delle truppe governative, morì di cause naturali sostenendo la resistenza dei cattolici irlandesi.

## Opere
- (LA) De visibili monarchia ecclesiae, Leuven, John Fowler, 1571.
- De origine et progressu schismatis Anglicani, 1585